# Chmielnik (gromada w powiecie bełżyckim)
Chmielnik – dawna gromada, czyli najmniejsza jednostka podziału terytorialnego Polskiej Rzeczypospolitej Ludowej w latach 1954–1972.
Gromady, z gromadzkimi radami narodowymi (GRN) jako organami władzy najniższego stopnia na wsi, funkcjonowały od reformy reorganizującej administrację wiejską przeprowadzonej jesienią 1954 do momentu ich zniesienia z dniem 1 stycznia 1973, tym samym wypierając organizację gminną w latach 1954–1972.
Gromadę Chmielnik z siedzibą GRN w Chmielniku utworzono – jako jedną z 8759 gromad na obszarze Polski – w powiecie lubelskim w woj. lubelskim na mocy uchwały nr 12 WRN w Lublinie z dnia 5 października 1954. W skład jednostki weszły obszary dotychczasowych gromad Chmielnik wieś, Chmielnik kol. i Góra ze zniesionej gminy Wojciechów oraz obszar dotychczasowej gromady Kierz ze zniesionej gminy Bełżyce w tymże powiecie. Dla gromady ustalono 17 członków gromadzkiej rady narodowej.
1 stycznia 1956 gromada weszła w skład nowo utworzonego powiatu bełżyckiego w tymże województwie.
1 stycznia 1957 z gromady Chmielnik wyłączono kolonie Zagórze Nr 1, 2 i 3, włączając je do gromady Krężnica Okrągła w tymże powiecie.
1 stycznia 1962 gromadę zniesiono, włączając jej obszar do gromad: Krężnica Okrągła (wieś i kolonię Kierz) i nowo utworzonej Szczuczki (wieś i kolonię Chmielnik oraz wieś Góra) w tymże powiecie.